# ONE WAY (angelaのアルバム)
『ONE WAY』（ワン ウェイ）は、angelaの7枚目のオリジナルアルバム。2015年5月20日にスターチャイルドから発売された。

## 概要
- 前回アルバムから2年ぶりのアルバムリリース。
- 収録されている12曲中、10曲がタイアップ曲である。「COPPELION」「蒼穹のファフナーEXODUS」、「シドニアの騎士」、「K」、「モーレツ宇宙海賊」[注 2]の5つのアニメへのタイアップがなされている。
- 初回限定版はクリアケース仕様で、angela特製はちまきが付属している[1]。
- 発売を記念し、アドトラック・ONE WAY号が都内を走行。twitter連動企画として、ONE WAY号の写真を撮ってハッシュタグ“#ONEWAY”でトラック発見報告をつぶやくと、抽選で5名にangelaのサインとメッセージが入ったスペシャルはちまき（気合up ver.）がプレゼントされるというキャンペーンがあった[2]。

## 収録曲
| 全作詞: atsuko、全作曲: atsuko・KATSU、全編曲: KATSU。 |                                              |        |               |      |
| #                                                      | タイトル                                     | 作詞   | 作曲・編曲    | 時間 |
| 1.                                                     | 「イグジスト」                               | atsuko | atsuko・KATSU | 4:08 |
| 2.                                                     | 「Different colors」                         | atsuko | atsuko・KATSU | 4:59 |
| 3.                                                     | 「シドニア」                                 | atsuko | atsuko・KATSU | 4:24 |
| 4.                                                     | 「Sail away」                                | atsuko | atsuko・KATSU | 6:07 |
| 5.                                                     | 「キラキラ-go-round」                        | atsuko | atsuko・KATSU | 5:19 |
| 6.                                                     | 「春夏秋冬」                                 | atsuko | atsuko・KATSU | 5:12 |
| 7.                                                     | 「This is LOVE」                             | atsuko | atsuko・KATSU | 4:22 |
| 8.                                                     | 「ANGEL」                                    | atsuko | atsuko・KATSU | 4:19 |
| 9.                                                     | 「バイバイオーライ」                         | atsuko | atsuko・KATSU | 4:31 |
| 10.                                                    | 「その時、蒼穹へ」                           | atsuko | atsuko・KATSU | 4:59 |
| 11.                                                    | 「二十四節気恋唄」                           | atsuko | atsuko・KATSU | 4:09 |
| 12.                                                    | 「騎士行進曲 [angela × HEAVENS WiRE Remix]」 | atsuko | atsuko・KATSU | 5:35 |
| 合計時間:                                              | 合計時間:                                    | 58:04  |               |      |

## 楽曲解説
1. イグジスト
アニメ『蒼穹のファフナーEXODUS』第一クールオープニング
  - 23rdシングル。18曲目のファフナーソング。
2. Different colors
劇場版『K MISSING KINGS』主題歌
  - 22ndシングル。
3. シドニア
アニメ『シドニアの騎士』オープニング
  - 21stシングル。
4. Sail away
アニメ映画『モーレツ宇宙海賊 ABYSS OF HYPERSPACE -亜空の深淵-』イメージソングセルフカバー
  - 小松未可子へ提供した楽曲のセルフカバー。
5. キラキラ-go-round
アニメ映画『モーレツ宇宙海賊 ABYSS OF HYPERSPACE -亜空の深淵-』主題歌・エンディングセルフカバー
  - angela Presents/中川翔子名義でリリースした楽曲のセルフカバー。
6. 春夏秋冬
ゲーム『学園K-Wonderful School Days-』エンディング
7. This is LOVE
ゲーム『学園K-Wonderful School Days-』オープニング
8. ANGEL
アニメ『COPPELION』オープニング
  - 20thシングル。
9. バイバイオーライ
アニメ『COPPELION』最終話エンディング
  - 2013年12月27日に先行配信リリースされた楽曲。
10. その時、蒼穹へ
アニメ『蒼穹のファフナーEXODUS』挿入歌
  - 20曲目のファフナーソング。第９話「英雄二人」にて初めて使われた。
11. 二十四節気恋唄
このアルバム唯一のノンタイアップ曲。
12. 騎士行進曲[angela × HEAVENS WiRE Remix]
アニメ『シドニアの騎士 第九惑星戦役』オープニングリミックス
  - KATSUによると、「くそブチ上げリミックス・バージョン」とのこと[3]。